# Чемпіонат Європи з легкої атлетики в приміщенні 1984
Чемпіонат Європи з легкої атлетики в приміщенні 1984 відбувся 3–4 березня в Гетеборгу в палаці «Скандинавіум».
Гетеборг вдруге прийняв європейський легкоатлетичний чемпіонат у приміщенні. Вперше шведське місто виступило господарем аналогічних змагань у 1974.

## Призери

### Чоловіки
| Дисципліни            | Золото                         | Золото      | Срібло                             | Срібло  | Бронза                      | Бронза  |
| --------------------- | ------------------------------ | ----------- | ---------------------------------- | ------- | --------------------------- | ------- |
| 60 метрів             | Крістіан Гас ФРН               | 6,68        | Антоніо Улло Італія                | 6,68    | Рональд Дерюель Бельгія     | 6,69    |
| 200 метрів            | Олександр Євгеньєв СРСР        | 20,98       | Аде Мафе Велика Британія           | 21,34   | Джованні Бонджорні Італія   | 21,48   |
| 400 метрів            | Сергій Ловачов СРСР            | 46,72       | Роберто Тоцці Італія               | 47,01   | Дідьє Дюбуа Франція         | 47,29   |
| 800 метрів            | Донато Сабіа Італія            | 1.48,05     | Андре Лаві Франція                 | 1.48,35 | Філ Норгейт Велика Британія | 1.48,39 |
| 1500 метрів           | Петер Вірц Швейцарія           | 3.41,35     | Ріккардо Матерацці Італія          | 3.41,57 | Томас Вессінгхаге ФРН       | 3.41,75 |
| 3000 метрів           | Любомир Тесачек Чехословаччина | 7.53,16     | Маркус Ріффель Швейцарія           | 7.53,61 | Карл Флешен ФРН             | 7.54,45 |
| 60 метрів з бар'єрами | Ромуальд Гегель Польща         | 7,62        | Дьєрдь Бакош Угорщина              | 7,75    | Іржі Гудець Чехословаччина  | 7,77    |
| Стрибки у висоту      | Дітмар Мегенбург ФРН           | 2,33        | Карло Тренхардт ФРН                | 2,30    | Роланд Дальхойзер Швейцарія | 2,30    |
| Стрибки з жердиною    | Тьєррі Віньєрон Франція        | 5,85 WIB CR | П'єр Кінон Франція                 | 5,75    | Олександр Крупський СРСР    | 5,60    |
| Стрибки у довжину     | Ян Лейтнер Чехословаччина      | 7,96        | Маттіас Кох НДР                    | 7,91    | Роберт Емміян СРСР          | 7,89    |
| Потрійний стрибок     | Григорій Ємець СРСР            | 17,33 CR    | Властиміл Маржинець Чехословаччина | 17,16   | Бела Бакоші Угорщина        | 17,15   |
| Штовхання ядра        | Яніс Боярс СРСР                | 20,84       | Вернер Гюнтер Швейцарія            | 20,33   | Алессандро Андреї Італія    | 20,32   |

### Жінки
| Дисципліни            | Золото                              | Золото     | Срібло                     | Срібло  | Бронза                        | Бронза  |
| --------------------- | ----------------------------------- | ---------- | -------------------------- | ------- | ----------------------------- | ------- |
| 60 метрів             | Беверлі Кінч Велика Британія        | 7,16       | Анелія Нунева Болгарія     | 7,23    | Неллі Коман Нідерланди        | 7,23    |
| 200 метрів            | Ярміла Кратохвілова Чехословаччина  | 23,02      | Марі-Крістін Казьє Франція | 23,68   | Ольга Антонова СРСР           | 23,80   |
| 400 метрів            | Тетяна Коцембова Чехословаччина     | 49,97      | Еріка Россі Італія         | 52,37   | Росіца Стаменова Болгарія     | 52,41   |
| 800 метрів            | Мілена Матейковичова Чехословаччина | 1.59,52 CR | Дойна Мелінте Румунія      | 1.59,81 | Крістяна Кожокару Румунія     | 2.01,24 |
| 1500 метрів           | Фіца Ловін Румунія                  | 4.10,03    | Еллі ван Хюлст Нідерланди  | 4.11,09 | Сандра Гассер Швейцарія       | 4.11,70 |
| 3000 метрів           | Брігітте Краус ФРН                  | 9.12,07    | Тетяна Позднякова СРСР     | 9.15,04 | Івана Клейнова Чехословаччина | 9.15,71 |
| 60 метрів з бар'єрами | Люцина Калек Польща                 | 7,96       | Віра Акімова СРСР          | 7,99    | Йорданка Донкова Болгарія     | 8,09    |
| Стрибки у висоту      | Ульріке Мейфарт ФРН                 | 1,95       | Маріс Еванже-Епе Франція   | 1,95    | Данута Булковська Польща      | 1,95    |
| Стрибки у довжину     | Сьюзан Герншоу Велика Британія      | 6,70       | Єва Муркова Чехословаччина | 6,55    | Стефанія Лаццароні Італія     | 6,08    |
| Штовхання ядра        | Гелена Фібінгерова Чехословаччина   | 20,34      | Клаудія Лош ФРН            | 20,23   | Гайді Крігер НДР              | 20,18   |

## Медальний залік
| Місце               | Країна              | Золото | Срібло | Бронза | Загалом |
| ------------------- | ------------------- | ------ | ------ | ------ | ------- |
| 1                   | Чехословаччина      | 6      | 2      | 2      | 10      |
| 2                   | СРСР                | 4      | 2      | 3      | 9       |
| 3                   | ФРН                 | 4      | 2      | 2      | 8       |
| 4                   | Велика Британія     | 2      | 1      | 1      | 4       |
| 5                   | Польща              | 2      | 0      | 1      | 3       |
| 6                   | Італія              | 1      | 4      | 3      | 8       |
| 7                   | Франція             | 1      | 4      | 1      | 6       |
| 8                   | Швейцарія           | 1      | 2      | 2      | 5       |
| 9                   | Румунія             | 1      | 1      | 1      | 3       |
| 10                  | Болгарія            | 0      | 1      | 2      | 3       |
| 11                  | НДР                 | 0      | 1      | 1      | 2       |
| 11                  | Нідерланди          | 0      | 1      | 1      | 2       |
| 11                  | Угорщина            | 0      | 1      | 1      | 2       |
| 14                  | Бельгія             | 0      | 0      | 1      | 1       |
| Загалом (14 збірні) | Загалом (14 збірні) | 22     | 22     | 22     | 66      |

## Відео
- Відеозвіт на YouTube

## Виступ українців
| Чоловіки (1) | Чоловіки (1)   | Чоловіки (1) | Чоловіки (1) |
| Місце        | Атлет          | Дисципліна   | Результат    |
| ------------ | -------------- | ------------ | ------------ |
| 1            | Григорій Ємець | потрійний    | 17,33        |

| Жінки (1) | Жінки (1)     | Жінки (1)  | Жінки (1) |
| Місце     | Атлетка       | Дисципліна | Результат |
| --------- | ------------- | ---------- | --------- |
|           | Нуну Абашидзе | ядро       | 20,03     |